# 최후의 임무
최후의 임무(Final Assignment)는 1980년 폴 알몬드(Paul Almond)가 감독한 스파이 영화이다.

## 줄거리
니콜(Nicole)은 캐나다에 일하는 방송인이여 소련으로 출장하였다. 하지만 그외의 첩보 임무도 스스로 맡았다. 그녀는 캐나다 총리의 소련 방문에 대해서 취재를 하는 중 소련의 어린이에 상대로 하는 생체 실험을 발견하였고 여러 가지 사건에 빠졌다. 이어서 소련 공산당의 언론 관료인 및 그녀의 연락 담장자, 료샤(Lyosha)가 그녀를 감시하기 때문에 그와 자주 마찰이 있었다. 한편 그녀는 급히 뇌 수술이 필요한 어린 여자 아이를 밀출국을 시도하였다. 그래서 그녀와 친분이 있고 소련에 사는 외국인 사업가와 함께 그 여자 아이를 밀출국하였다. 하지만 이렇게 여러 사건들이 있는 동안에 료샤와 사랑에 빠졌다.

## 출연 배우
- 니콜 - 제네비브 뷰졸드 (Geneviève Bujold)
- 료샤 - 마이클 요크 (Michael York)